# 苗春亭
苗春亭（1919年5月—2020年9月17日），山东省单县单城镇孙窑村人。中华人民共和国政治人物。贵州省政协原主席。

## 生平
1946年，任中共钜南县委书记、《冀鲁豫日报》总编辑。1949年中华人民共和国成立后，历任中共贵州遵义地委书记、贵州省总工会主席、中共贵州省委秘书长等职。1956年，任贵州省政协主席。文化大革命期间受到冲击。1973年任贵州省委党校校长，1977年任中共贵州省委副书记。1980年1月当选贵州省政协主席。2020年9月17日6时20分在贵州贵阳逝世。